# Goera armata
Goera armata är en nattsländeart som beskrevs av Navás 1933. Goera armata ingår i släktet Goera och familjen grusrörsnattsländor. Inga underarter finns listade i Catalogue of Life.